# Ralf Schulte-Bahrenberg
Ralf Schulte-Bahrenberg (*  1934; † Januar 2010) war ein deutscher Konzertveranstalter für Jazz, Pop und Rock und Kunsthändler.
Schulte-Bahrenberg leitete (als Kaufmann) mit Joachim-Ernst Berendt 1959 bis 1961 die Essener Jazztage (mit Konzerten in der Grugahalle), eines der ersten großen deutschen Jazzfestivals der Nachkriegszeit nach dem in Frankfurt (Deutsches Jazzfestival). Beispielsweise fand 1960 ein Konzert mit Dave Brubeck und Bud Powell (mit Oscar Pettiford, Kenny Clarke, Coleman Hawkins) statt, das auch als Platte veröffentlicht wurde. Nach eigenen Worten waren das Lehrjahre auch für Berendt; Schulte-Bahrenberg verlor damals viel Geld wegen Konflikten mit Norman Granz. 1964 gründete er dann mit Berendt die Berliner Jazztage (mit beteiligt war auch George Wein). Er leitete das Berliner Jazzfestival von kaufmännischer Seite bis in die 1980er Jahre. 1980 kam es zu einer heftigen Auseinandersetzung mit dem künstlerischen Leiter George Gruntz. Schulte-Bahrenberg brachen die Einnahmen weg; er gab der angeblich sehr Jazz-puristischen Programmgestaltung von Gruntz die Schuld. Da beide nicht mehr miteinander redeten, eskalierte dies 1981 in einem Gerichtsverfahren, nach dem die Jazztage umbenannt werden mussten in Berliner JazzFest. Organisator war nicht mehr Schulte-Bahrenberg, sondern die Berliner Festspiele GmbH.
Schulte-Bahrenberg war auch Mitorganisator der deutschen Konzerte der Rolling Stones und The Beatles. 1964 organisierte er einen Teil der Europa-Tour von Charles Mingus, wobei es zum Eklat mit dem schwierigen Mingus kam.
Der Kunsthändler war selbst Sammler afrikanischer Kunst. Seine gesammelten Kunstwerke wurden in der Ausstellung Tansania – Glaube, Kult und Geisterwelt in Duisburg (Kultur- und Stadthistorisches Museum) 2007/2008 und Schwaz (Haus der Völker) 2009 gezeigt, bevor sie auf einer Auktion verkauft wurden.